# Torrazza Piemonte
Torrazza Piemonte är en ort och kommun i storstadsregionen Turin, innan 2015 provinsen Turin, i regionen Piemonte, Italien. Kommunen hade 2 906 invånare (2017).